# Карридафф
Каррида́фф (англ. Carryduff, ирл. Ceathrú Aodha Dhuibh) — малый город в районе Каслри, находящийся в графстве Даун Северной Ирландии.

## Демография
Карридафф определяется Northern Ireland Statistics and Research Agency (NISRA) как малый таун (то есть как город с населением от 4500 до 10 000 человек) в составе Белфастской городской метрополии.